# Анейрін Г'юз
Анейрін Г'юз (англ. Aneirin Hughes; нар. 8 травня 1958, Абериствіт, Кередіґіон, Уельс, Велика Британія) — валійський актор та співак, відомий за роллю головного суперінтенданта Брайана Проссера у серіалі «Гінтерленд». Лавреат премії БАФТА Уельс у номінації найкращий актор за роль Дельме Дейвіса у валійській стрічці «Камелеон» (1997).

## Життєпис
Закінчив Аберисвітський університет та Королівську шотландську академію.

## Фільмографія
| Рік       |   | Українська назва            | Оригінальна назва    | Роль                 |
| --------- | - | --------------------------- | -------------------- | -------------------- |
| 2017      | с | Врятувати Фейт              | Keeping Faith        | Том Говеллз          |
| 2015      | ф | Просто Джим                 | Just Jim             | батько Джима         |
| 2015      | ф | Під покровом молочного лісу | Under Milk Wood      | Орґан Морґан         |
| 2014      | с | Вулиця Коронації            | Coronation Street    | Білл Торнгілл        |
| 2006—2008 | с | Молодий Дракула             | Young Dracula        | Ґрем                 |
| 2005—2007 | с | Суддя Джон Дід              | Judge John Deed      | Ніл Гаутон           |
| 2005      | с | Шпигуни                     | Spooks               | Карл Мортімер        |
| 2004      | с | Сімейна справа              | Family Affairs       | Патрік Ґрем          |
| 2002—2011 | с | Голбі-Сіті                  | Holby City           | сер Фрейзер Андерсон |
| 2001      | с | Візьми мене                 | Take Me              | Сем Вінсент          |
| 1998      | с | Смертельна мережа           | Killer Net           | Натан                |
| 1998      | ф | Теорія польоту              | The Theory of Flight | лікар                |
| 1997      | ф | Камелеон                    | Cameleon             | Дельм Дейвіс         |
| 1997      | с | Золото Дровера              | Drovers' Gold        | Даніель Джонс        |